# Gerlachea
Gerlachea is een geslacht van straalvinnige vissen uit de familie van Antarctische draakvissen (Bathydraconidae).
De naam Gerlachea verwijst naar Adrien de Gerlache, leider van de wetenschappelijke Belgische Antarctische expeditie van  1897-1899.

## Soort
- Gerlachea australis Dollo, 1900